# Barátok mindörökké – A kis hercegnő meséi
A Barátok mindörökké – A kis hercegnő meséi (eredeti cím: Porwanie w Tiutiurlistanie) 1986-ban bemutatott lengyel rajzfilm, amely Zdzisław Kudła ötlete alapján készült. Az animációs játékfilm rendezői Zdzisław Kudła és Franciszek Pyter. A forgatókönyvet Wojciech Zukrowski írta, a zenéjét Tadeusz Kocyba és Zenon Kowalowski szerezte. Műfaja kalandfilm. 
Lengyelországban 1986. május 30-án mutatták be a mozikban, Amerikában a vágott változatot 1994-ben, Magyarországon 1996 januárján adták ki VHS-en.

## Szereplők
| Szereplő       | Eredeti hang           | Magyar hang     | Leírás |
| -------------- | ---------------------- | --------------- | --- |
| Hercegnő       | Jolanta Żółkowska      | Detre Annamária | A szőke hajú, kék szemű serdült hercegnő.                                                                   |
| Zak            | Kazimierz Brusikiewicz | Harsányi Gábor  | A ravasz kandúr.                                                                                            |
| Veronica       | Ewa Kania              | Jani Ildikó     | Az elbűvölő rókahölgy.                                                                                      |
| Robaire        | Andrzej Gawroński      | Beregi Péter    | A nemes rangidős kakas.                                                                                     |
| Bernard király | Henryk Łapiński        | Barbinek Péter  | A hercegnő apja, Tibor király szomszédja.                                                                   |
| Tibor király   | Cezary Julski          | Horkai János    | Bernard király szomszédja.                                                                                  |
| Drakko         | Jan Tesarz             | Melis Gábor     | A cigány apuka, aki elrabolta a hercegnőt.                                                                  |
| Belinda        | Iga Cembrzyńska        | Kocsis Mariann  | A cigány anyuka, Drakko felesége.                                                                           |
| Malron         | N/A                    | Makay Sándor    | Az öreg bölcs varázsló, aki az erdőben lakik, és segít visszaváltoztatni a hercegnőt az eredeti állapotába. |
| Danny          | N/A                    | Dudás Eszter    | A cigány fiúgyerek, Drakko és Belinda fia.                                                                  |
| Svindli        | N/A                    | Rosta Sándor    | A magas vörös szakállas rabló.                                                                              |
| Mendel         | N/A                    | Csuha Lajos     | A sovány kopasz rabló.                                                                                      |
| Wendel         | N/A                    | Csuja Imre      | A kövér bajuszos rabló.                                                                                     |
| Kelemen        | Aleksander Gawroński   | Fazekas István  | A pletykás kecske az erdőben.                                                                               |
| Kahlil         | N/A                    | Matus György    | Az udvari muzsikus muflon a faluból.                                                                        |
| Éjféli lovag   | N/A                    | Várkonyi András | A lovas futár, aki éjfél tájban az elrabolt hercegnő miatt hirdetett Zakéknál.                              |
| Gertrude       | N/A                    | Czigány Judit   | A hercegnő illemtanárai.                                                                                    |
| Manfred        | N/A                    | Bognár Zsolt    | A hercegnő illemtanárai.                                                                                    |
| Pierre         | N/A                    | Háda János      | A csibe fiú, aki kibújt tojásból.                                                                           |

## Televíziós megjelenések
Szív TV, Hálózat TV 